# شهرستان لیک (فلوریدا)
شهرستان لیک، فلوریدا (به انگلیسی: Lake County, Florida) یک سکونتگاه مسکونی در ایالات متحده آمریکا است که در فلوریدا واقع شده‌است.

## خصوصیات
شهرستان لیک ۲٬۹۹۶٫۶۳ کیلومترمربع مساحت دارد.